# Akvadukt Aguas Livres
Akvadukt Águas Livres (portugalsko Aqueduto das Águas Livres, izgovorjava [ɐkɨˈðutu ðɐz ˈaɣwɐʒ ˈlivɾɨʃ], "Akvadukt svobodnih voda") je zgodovinski akvadukt v mestu Lizbona na Portugalskem. Je eden najimenitnejših primerov portugalskega inženiringa iz 18. stoletja. Glavni tok akvadukta obsega 18 km, celotna mreža kanalov pa se razteza skozi skoraj 58 km.
Lizbona je vedno trpela zaradi pomanjkanja pitne vode. Tako se je kralj Ivan V. Portugalski odločil zgraditi akvadukt za dovajanje vode iz virov v župniji Caneças, v sodobni občini Odivelas. Projekt je bil plačan s posebnim prometnim davkom na govedino, oljčno olje, vino in druge izdelke.

## Zgodovina

### Ozadje
Voda je bila redka tudi za prve prebivalce Lizbone. Estuarij reke Tajo, ki meji na njihovo naselje, je bil zaradi dotoka morske vode zaradi plimovanja preveč brakičen, da bi bil piten. Edino območje z zanesljivo izvirsko vodo je bila soseska Alfama. Z rastjo mesta zunaj srednjeveškega obzidja so naraščali pritiski na oskrbo z vodo. Zamisel o uporabi vode iz doline reke Carenque pri Belasu je postala privlačna. Ta izvir so prvi uporabljali Rimljani, ki so tam zgradili jez in akvadukt.
Leta 1571 je Francisco de Holanda predlagal uporabo rimskega sistema za oskrbo Lizbone z vodo portugalskemu kralju Sebastijanu. Nekaj kasneje, leta 1620, se je znova pojavil predlog za uporabo še vedno delujočih akvaduktov iz rimske dobe, tokrat do Filipa II. Kralj je uvedel davek za financiranje gradnje. Sredstva pa so bila preusmerjena v dobrodelne namene in ne v gradbena dela.
Nenehne težave z vodo so ponovno pritegnile pozornost mestnih upraviteljev leta 1728, ki so uvedli večji davek na nekatere živilske izdelke, da bi povečali financiranje akvadukta. Leto pozneje, leta 1729, so bili trije možje imenovani za pripravo gradbenega načrta za sistem, ki bi vključeval izgradnjo monumentalnega dela akvadukta nad dolino Alcântara.

### Gradnja
Gradnja se je začela leta 1731 pod vodstvom italijanskega arhitekta Antonia Canevarija, ki ga je leta 1732 zamenjala skupina portugalskih arhitektov in inženirjev, med njimi Manuel da Maia, Azevedo Fortes in José da Silva Pais. Med letoma 1733 in 1736 je projekt vodil Manuel da Maia, ki ga je nato zamenjal Custódio Vieira, ki je ostal na čelu projekta do leta 1747.
Custódio Vieira si je zamislil osrednji del akvadukta, loke nad dolino Alcântara, ki so bili dokončani leta 1744. Skupno 35 lokov prečka dolino in pokriva 941 m. Najvišji loki dosežejo višino 65 m, mnogi pa so koničasti, kar spominja na loke v gotskem slogu. Velja za mojstrovino inženirstva v obdobju baroka.
Leta 1748, čeprav je bil projekt še vedno nedokončan, je akvadukt končno začel dovajati vodo v mesto Lizbona, kar je bilo obeleženo v spominskem loku, zgrajenem v soseski Amoreiras. Od tega obdobja naprej so gradnjo nadzirali drugi arhitekti, vključno z Madžarskim Carlosom Mardelom in drugimi. V času vladavine Jožefa I. in Marije I. se je mreža kanalov in vodnjakov močno razširila.
1. novembra 1755 je mesto prizadel lizbonski potres (1755), vendar je popolnoma nov akvadukt ostal nedotaknjen.

### Uporaba
Po prvi dostavi vode leta 1748 je akvadukt napajal popolnoma novo mrežo fontan, zgrajenih v mestu preprosto s pomočjo gravitacije. Zmogljivost sistema se je nenehno povečevala zaradi naraščajočih potreb po vodi, ki jih je povečalo naraščajoče prebivalstvo mesta. Delo je bilo večinoma na zgornjem koncu, da bi zbrali več vode. Sistem je obsegal skupno 58.135 metrov podzemnih in nadzemnih vodov in galerij.
Od leta 1880 dalje se je pomen akvadukta znatno zmanjšal zaradi povečane uporabe porečja reke Alviela preko akvadukta Alviela. Parne črpalke so napolnile rezervoar Barbadinhos, ki je napajal Lizbono. Akvadukt pa je do leta 1967 deloval kot cevovod, ki je dovajal vodo iz drugih virov (v notranjosti so še vidni betonski nosilci cevi). Cevovod je bil razgrajen leta 1968.
Možno je obiskati in prečkati akvadukt, ki se začne pri muzeju Museu da Água (Muzej vode) v lizbonski soseski Campolide.

## Mãe d'Água
Rezervoar Mãe d'Água (Mati vode) Amoreiras, največji vodni rezervoar, je bil dokončan leta 1834. Ta rezervoar s kapaciteto 5500 m³ vode je zasnoval Carlos Mardel. Zdaj je deaktiviran in ga lahko obiščete kot del Museu da Água (Muzej vode).